# 威廉·马洛
威廉·马洛（德語：Wilhelm Mahlow，1914年1月18日—？），德国前男子赛艇运动员。他曾代表德国参加1936年夏季奥林匹克运动会赛艇比赛，获得男子八人单桨有舵手铜牌。